# Хеп-хеп

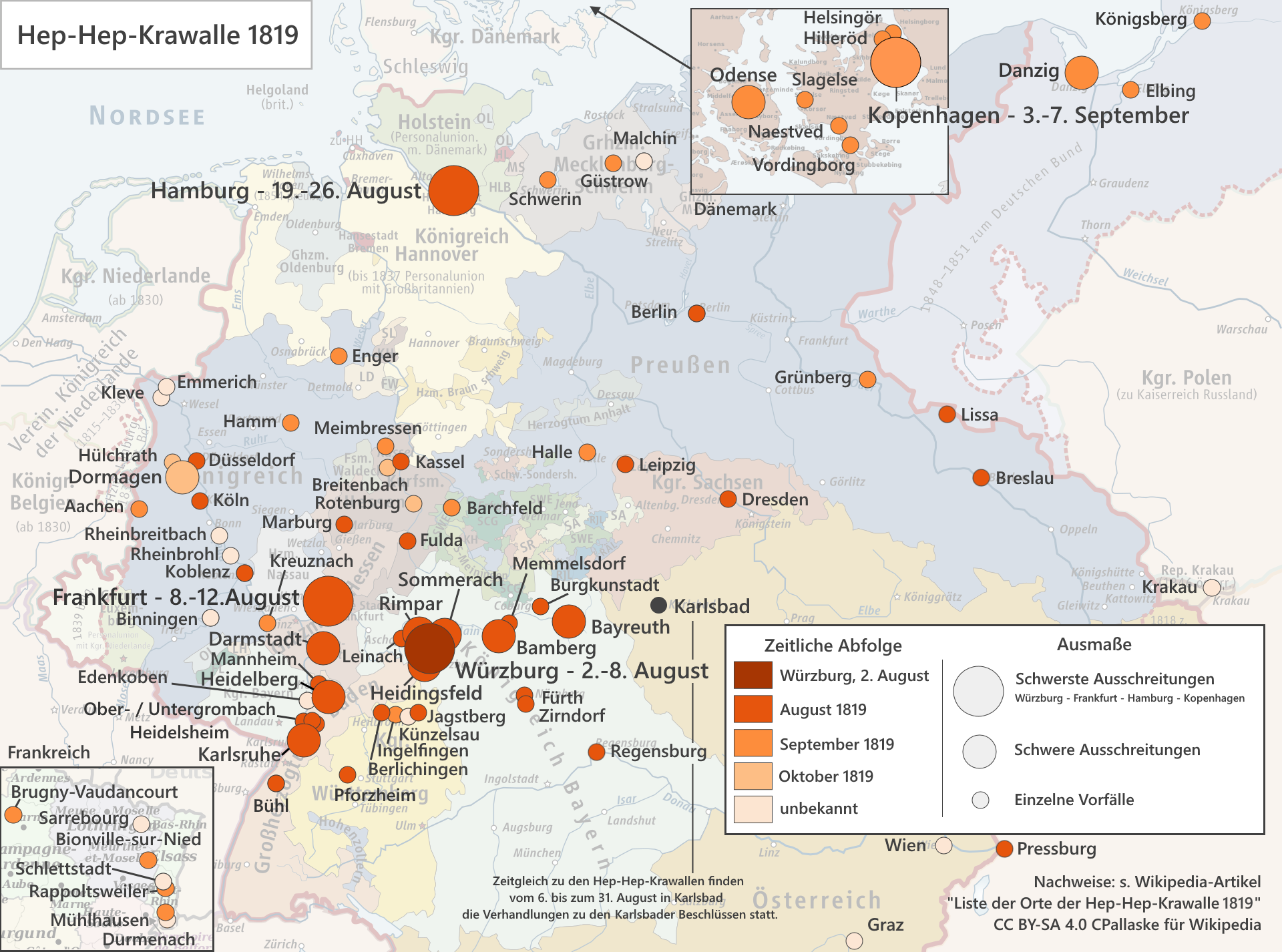
Карта погромов "Хеп-хеп" 1819 г.

«Хеп-хеп» (нем. hep-hep) — оскорбительный возглас в адрес евреев, под которым проходили первые в новой истории Европы антисемитские погромы в августе 1819 года в Германии. Погромное движение «Хеп-хеп» впервые было направлено не только против иудеев, но и против крещёных и ассимилированных евреев.
Клич «хеп-хеп» звучал и во Франции во время событий Июльской революции. Также была попытка А. Штеккера возродить данный термин в 80-х годах XIX века, но она не увенчалась успехом.

## Происхождение термина
Происхождение возгласа «хеп-хеп» точно не установлено. По одной из версий, немецкие студенты, организовавшие погром евреев в Вюрцбурге, изучив историю Древнего мира, наткнулись на латинское выражение «Hierosalima est perdita» («Иерусалим пал (пропал)»), или сокращённо «хеп». Этим выражением пользовались римляне после уничтожения Второго храма и независимого еврейского государства в первом веке нашей эры. Есть версия, что «хеп-хеп» — боевой клич крестоносцев. 
Более вероятной является гипотеза о том, что возгласом «хеп-хеп» крестьяне Франконии (историческая область в Германии) понукали домашний скот.

## История

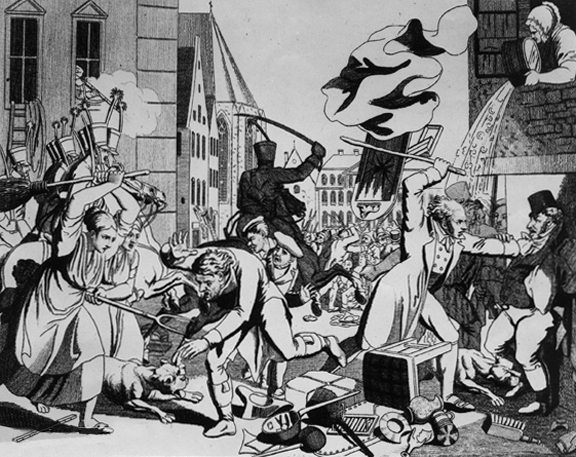
Беспорядки во Франкфурте-на-Майне в августе 1819 года. Гравюра современника событий Иоганна Михаэля Вольца. Слева две крестьянки бьют еврея вилами и метлой. Справа человек, возможно фармацевт или школьный учитель, взял еврея за горло и хочет ударить его дубинкой. Здания на картине разграблены.

Антисемитские погромы участились в Германии и некоторых соседних с ней странах в обстановке реакции после наполеоновских войн. Первые такие погромы произошли в августе 1819 года в Вюрцбурге. В скором времени эти погромы перекинулись на другие города и области Германии (Бавария, Баден, Гамбург, Гессен, Мекленбург и проч.). Также подобные антисемитские погромы произошли в соседних странах (в Дании, Нидерландах, Чехии, Польше, Австрии, Эльзасе, а также в Российской империи, в частности в Риге, где проживало много немцев). Беспорядки часто сопровождались разгромом, грабежом, поджогом общественных зданий и т. д. Погромы происходили на фоне острого экономического кризиса, который поразил Германию после освобождения от французской оккупации. Разорённые и обнищавшие широкие массы населения ставили такую ситуацию в вину евреям. Во многом беспорядки обрели антисемитский уклон под воздействием взглядов таких деятелей немецкой науки и культуры как философы Фридрих Рюс и Якоб Фриз, которые очень часто в своих произведениях представляли истинными виновниками бедственного положения немецкого народа еврейских банкиров, купцов и ремесленников. Доказать виновность евреев в этом немецкому народу было несложно, так как к этому времени экономические позиции евреев в Германии заметно укрепились после того, как Наполеон уравнял евреев в гражданских правах с остальным населением Германии.

## Последствия
Эффективность шовинистической пропаганды превзошла ожидания даже некоторых её зачинщиков, в ряде случаев для прекращения беспорядков потребовался ввод войск. Немецкими властями многие подробности и детали погромов замалчивались или вовсе отрицались. Но, несмотря на это, власти всё же приняли ряд антиеврейских дискриминационных законов, мотивируя свои действия нежеланием основной массы немецкого населения мириться с гражданским равноправием евреев. 
Под влиянием погромов «хеп-хеп» в Германии, с одной стороны, ускорился процесс ассимиляции, участились случаи перехода евреев в христианство, с другой, — более острой стала потребность в национальной самоидентификации евреев, результатом чего стало создание обществ Виссеншафт дес Юдентумс.

## Реакция евреев
Неоднозначной на погромное движение «хеп-хеп» была реакция евреев. Круги, близкие к реформизму в иудаизме, преуменьшали серьёзность погромов и призывали не драматизировать их значение. 
С другой стороны, многие немецкие евреи, не исповедовавшие уже иудаизм, были удивлены применяемому против них насилию, поскольку путём крещения или ассимиляции они, как им казалось, получили статус равноправных граждан на земле Германии. Один из показательных случаев подобного рода произошёл с будущим известным композитором Феликсом Мендельсоном-Бартольди, которому во время тех событий было десять лет. К тому времени его родители уже успели обеспечить своему талантливому сыну статус христианина, и юный Феликс без страха гулял по улицам города, справедливо считая, что ему не угрожает опасность. Однако во время одной из таких прогулок к нему подошёл некий юноша, без лишних вопросов плюнул ему в лицо и прокричал: «Хеп-хеп, юде!».
Состоятельные и зажиточные евреи, владевшие банками и ремесленными предприятиями, вообще стали бойкотировать тех купцов-христиан, которые подозревались в участии в погромах. Остро отреагировали на бездействие властей Франкфурта-на-Майне члены династии Ротшильдов, чьи дома и банковские конторы подверглись разгрому и разграблению. Они угрожали навсегда покинуть со своими капиталами город и Германию в случае повторения подобных беспорядков.